# Merlino
Merlino é uma comuna italiana da região da Lombardia, província de Lodi, com cerca de 1.264 habitantes. Estende-se por uma área de 10 km², tendo uma densidade populacional de 126 hab/km².
Faz fronteira com Rivolta d'Adda (CR), Settala (MI), Comazzo, Paullo (MI), Zelo Buon Persico, Spino d'Adda (CR).

## Demografia
| Variação demográfica do município entre 1861 e 2011                               |
|                                                                                   |
| Fonte: Istituto Nazionale di Statistica (ISTAT) - Elaboração gráfica da Wikipedia |